# Justify
Justify (potro em 28 de março de 2015) é um cavalo de corridas puro-sangue inglês americano aposentado que se tornou o décimo terceiro a vencer a Tríplice Coroa Americana em 2018. Ele atraiu a atenção com uma vitória impressionante em sua primeira corrida em 18 de fevereiro de 2018, seguida por mais duas vitórias, incluindo o páreo de Grau I do Santa Anita Derby, para se qualificar para a disputa do Kentucky Derby de 2018. Em seguida, venceu essa corrida, depois o Preakness Stakes e o Belmont Stakes para ganhar a Triple Crown. Ele foi aposentado invicto algumas semanas após o Belmont.
Justify é apenas o segundo cavalo a vencer a Triple Crown com um recorde invicto, seguindo os feitos de Seattle Slew. Justify é descendente de Seattle Slew, Secretariat, Count Fleet e War Admiral, todos os quais que também ganharam a Triple Crown. Dos 13 vencedores da Tríplice Coroa, Justify é o primeiro que não competiu em nenhuma corrida aos dois anos de idade.

## História
Justify é um garanhão alazão com uma frente aberta branca na testa. Ele foi criado em Kentucky pelo canadense John D. Gunther, que dirige a Glennwood Farm com sua filha Tanya. Embora os Gunthers tenham uma pequena criação, eles também criaram Vino Rosso, que correu contra o Justify em Kentucky Derby e Belmont Stakes. Gunther também criou a mãe de Justify, Stage Magic, que é filha de Ghostzapper.
Justify fez parte da segunda safra de Scat Daddy, que ganhou o Champagne Stakes e o Florida Derby. Embora Scat Daddy tenha corrido na América como um garanhão, ele primeiro fez sua reputação na Europa como um potro.
Em 2014 a estimativa de preço para sua venda foi de apenas US$ 35.000, embora tenha aumentado para US$ 100.000 em 2016. Scat Daddy morreu prematuramente aos onze anos de idade em dezembro de 2015.
Justify foi vendido no Keeneland September Yearling Sales de 2016 por US$ 500.000 em uma parceria recém-formada entre a WinStar Farm (60% de propriedade), China Horse Club (25%) e SF Racing (15%), esta última administrada por funcionários da George Soros, uma empresa de investimento. David Hanley, gerente geral da WinStar, disse que Justify se destacou nas vendas. "Ele era um belo potro de um ano - tinha grande equilíbrio e perna, grande ombro e adorável comprimento, pescoço e poder", disse ele. "Para um cavalo grande, ele era muito leve nas patas, com boa ação e boa energia." 
Justify cresceu como um grande cavalo, pesando 630 kg. Ele foi inicialmente enviado para o treinador Rodolphe Brisset em Keeneland, mas sofreu uma lesão. Em janeiro de 2018, ele foi enviado para Santa Anita para ser treinado por Bob Baffert.

## Carreira de corrida
Justify não fez sua primeira largada até 18 de fevereiro de 2018, em uma corrida de peso especial para potros de três anos no Parque Santa Anita. Partindo como o favorito, ele saiu mal, mas então correu para desafiar a liderança inicial. Depois de completar o primeiro quarto de milha em 21,8 segundos, ele começou a abrir uma vantagem sobre o resto dos competidores,  vencendo por 9 corpos e maio. A vitória impressionante levou o Daily News a designá-lo como uma "Estrela em Ascensão". "Não é tarde demais", disse Baffert sobre as chances do potro de se classificar para o Kentucky Derby. "Eu tenho um plano ... Estamos procurando algo e ele mostrou seu brilhantismo pela manhã."

Uniforme do jockey

Justify fez seu segundo páreo em 11 de março em uma corrida de subsídio em Santa Anita, executado a distância de uma milha. Com esmagador favoritismo, ele saiu lentamente e se estabeleceu por trás dos primeiros líderes, até que acelerou e teve uma vitória fácil. "Eu não pedi para ele mudar nada", disse o jóquei Mike Smith, que montou o potro pela primeira vez. "Ele saiu daquele turno como se fosse um passeio. Muito, muito, muito impressionado. Eu odeio compará-lo com outros cavalos agora, mas ele é um cavalo com um passo grande e poderoso".
Apesar de nunca ter corrido na idade de dois anos, Justify foi posteriormente classificado como um dos principais candidatos para o Kentucky Derby, passando para o sétimo lugar na pesquisa NTRA de 12 de março . No entanto, o potro primeiro precisou se classificar ganhando pontos na 2018 Road to the Kentucky Derby. Baffert originalmente planejava dirigir o companheiro de estábulo McKinzie no Santa Anita Derby e enviar o Justify para Oaklawn Park para correr o Arkansas Derby. Mas quando McKinzie sofreu um revés devido a lesão, Baffert decidiu manter Justify em sua base para o Santa Anita Derby.
Em 7 de abril, Justify entrou no Santa Anita Derby como parte de uma corrida com sete cavalos. Seu principal rival era Bolt d'Oro, um vencedor de múltiplas apostas e outro competidor de topo na pista de Derby. Os dois cavalos estavam quase equilibrados nas apostas, com Justify sendo o favorito. Ele foi para a liderança inicial, em seguida, estabeleceu um ritmo confortável ao longo da corrida, movendo-se com um "passo estranho" que o ajudou a economizar energia. Por volta da virada final, o campo começou a fechar a lacuna, com Bolt d'Oro se aproximando. Justify respondeu ao desafio e se afastou para uma liderança de três corpos, apesar de ter diminuído um pouco no final.

### Kentucky Derby
A vitória levou o Justify à primeira posição na pesquisa NTRA de 3 anos e fez dele o favorito para o Kentucky Derby. Para vencer a corrida, porém, ele teria que superar a chamada "Maldição de Apollo" - onde nenhum cavalo havia vencido o Kentucky Derby sem correr aos dois anos de idade desde que Apollo alcançou o feito em 1882. Baffert apontou para a habilidade natural do cavalo, mas reconheceu que o potro ainda precisava amadurecer. Além disso, o cenário para o Kentucky Derby de 2018 foi considerado um dos melhores da história recente, com a maioria dos principais vencedores das corridas preparatórias sendo considerados seriamente pelos handicappers. Além de Justify, o campo incluiu os vencedores de corridas graduadas como Good Magic ( que venceu a Breeders 'Cup Juvenil e o Blue Grass Stakes), Mendelssohn (que venceu a UAE Derby), Audible (que venceu o Derby da Flórida), Magnum Moon (que venceu o Arkansas Derby), Nobre Indy (que venceu o Louisiana Derby), Vino Rosso (que venceu o Wood Memorial), My Boy Jack (que venceu o Lexington Stakes), além de Free Drop Billy, Firenze Fire e Bolt d'Oro.
O Kentucky Derby 2018 foi realizado em 5 de maio em um dia chuvoso em Churchill Downs. Embora a superfície tenha sido selada no início do dia para minimizar o efeito da chuva no chão, a pista ainda era rotulada como desleixada. Justify saiu bem e usou sua velocidade inicial para estabelecer uma boa posição, indo para a primeira parte correndo um pouco atrás do Promises Fulfilled em um quarto de abertura de 22,24 segundos. Estes dois mantiveram sua posição nos primeiros três quartos de milha, completados em 1m11s, seguidos de perto por Bolt d'Oro, Flameaway e Good Magic. Na parte final, Promises Fulfilled caiu de posição enquanto Bolt d'Oro e, em seguida, Good Magic avançaram. Justify respondeu aos ataques abrindo vantagem na linha de chegada. Good Magic aguentou no segundo lugar, enquanto Audible terminou em terceiro.
Justify saiu da corrida quase intocado pela lama devido ao seu estilo de front-running. No dia seguinte, no entanto, ele parecia estar um pouco manco em sua pata traseira esquerda - uma condição que Baffert atribuiu a "arranhões ou qualquer outra coisa" da pista molhada. A sensibilidade foi posteriormente determinada como tendo sido causada por uma contusão no calcanhar. Para proteger o calcanhar, Justify foi calçado com uma ferradura de três quartos antes de voltar ao galope em 10 de maio.

### Preakness Stakes

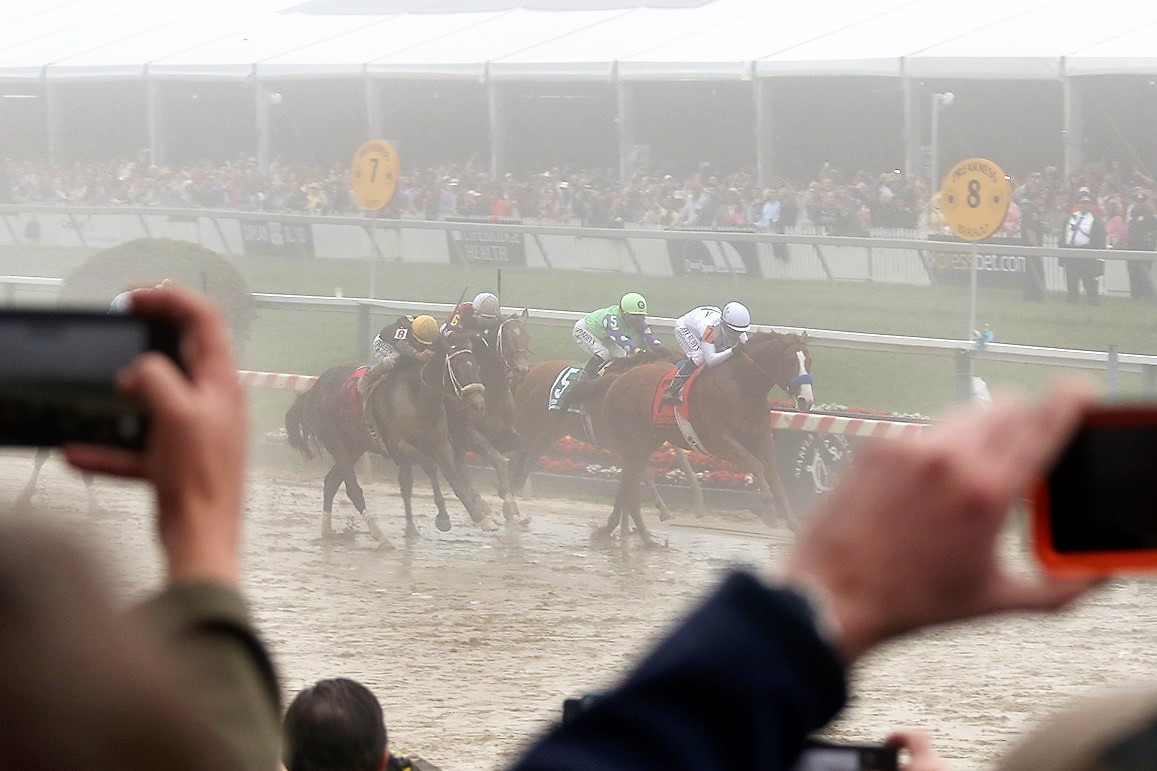
Justify durante o Preakness de 2018

As condições da pista para o Preakness Stakes de 2018, disputado em 19 de maio no Pimlico Racetrack, em Baltimore, foram ainda piores do que para o Derby. Depois de muita chuva durante vários dias, a pista estava desleixada. A chuva finalmente parou um pouco antes da corrida, mas depois uma forte neblina desceu, limitando a visibilidade.
O início foi mais uma vez crítico, e Justify saiu bem e alcançou uma vantagem inicial. Por dentro, Good Magic correu para desafiá-lo de perto. Eles pegaram o ritmo no final e abriram uma distância dos demais cavalos. No entanto, no meio do caminho, Tenfold começou a se aproximar rapidamente do lado de fora de Justify, enquanto Bravazo estava se movendo mais rápido no centro da pista. Justify entrou na reta final para vencer por meio corpo sobre Bravazo, com Tenfold a apenas um pescoço para trás em terceiro, e outro na frente de Good Magic.
Baffert estava impressionado com a performance de Justify, apontando que o potro havia sido empurrado com força por Good Magic e também reagiu de forma incrível durante a corrida.

### Belmont Stakes

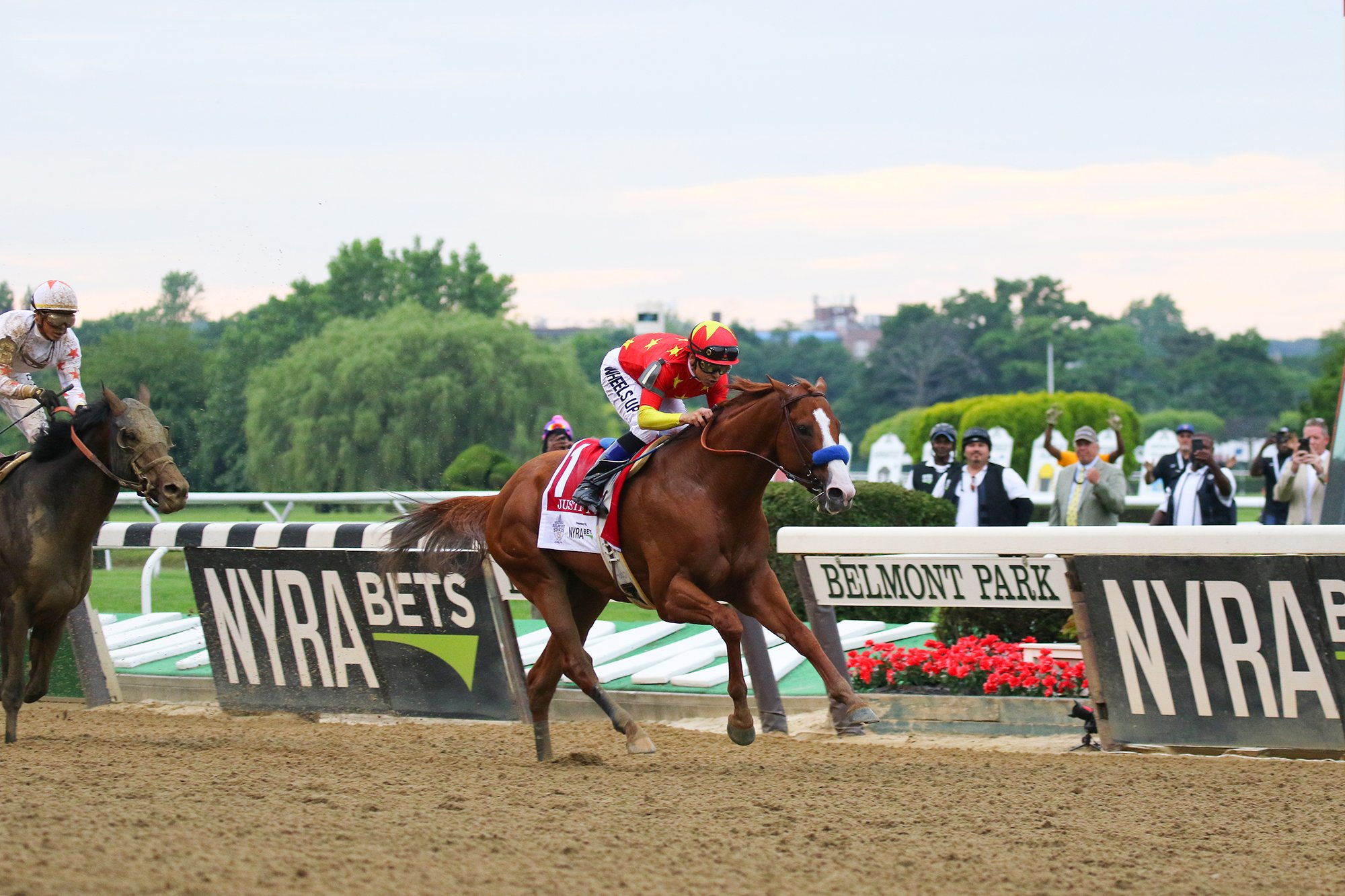
Justify vence o Belmont Stakes.

Baffert foi o treinador do último vencedor da tríplice coroa, American Pharoah, em 2015, e seguiu um regime de treinamento semelhante com Justify em Churchill Downs até o envio para Nova York, alguns dias antes do Belmont Stakes ser realizado. Baffert notou que uma das principais diferenças entre os dois cavalos era sua atitude: American Pharoah é conhecido como um cavalo gentil e fácil, enquanto Justify é mais dominante. "Você tem que vigiá-lo", disse Baffert. Ele não é um cavalo mau, mas seu nível de paciência com as pessoas é de cinco segundos."
O Belmont Stakes de 2018 foi disputado em 9 de junho em uma pista rápida diante de uma multidão de 90.000 pessoas. Justify empatou a primeira posição, o que significou que um começo ruim teria resultado em ele ficar preso. No entanto, Justify saiubem e Smith mandou-o para a liderança com um quarto de prova. Ele então diminuiu o ritmo enquanto eles se moviam na reta oposta, liderando por dois corpos de vantagem. Na virada mais distante, Vino Rosso subiu para o segundo lugar, enquanto Gronkowski e Hofburg começaram a perder força. Justify acelerou na reta final para vencer Gronkowski. Ele completou a milha e meia da corrida em 2m28s18.
A vitória fez de Justify o décimo terceiro vencedor da Triple Crown Americana, e apenas o segundo cavalo a realizar o feito ainda invicto.

#### Controvérsia
Após o Belmont Stakes, observadores questionaram as táticas do jóquei Florent Geroux a bordo do cavalo Restoring Hope, que também foi treinado por Baffert. Restoring Hope partiu lentamente do portão de largada, mas rapidamente se dirigiu para a liderança da corrida, passando na frente de Noble Indy. Ele então virou para a esquerda, empurrando Bravazo em outra direção. Alguns daqueles ligados a outros cavalos na corrida acreditavam que as ações de Geroux ajudaram a dar uma vantagem para Justify. Mike Repole, o co-proprietário de Vino Rosso e Noble Indy, disse ao Daily Racing Form que ele estava confuso ao ver Restoring Hope "correr como se ele fosse um cavalo ruim". O jóquei do Vino Rosso, John Velasquezdisse disse que se sentia como se Geroux estivesse tentando proteger Justify. Por outro lado, D. Wayne Lukas , o treinador de Bravazo, achou a situação "estranha", mas não achou que as ações de Restoring Hope tivessem afetado o resultado da corrida.
Em resposta, Baffert disse que seu plano original era ter Restoring Hope correndo atrás de Justify em segundo lugar. Geroux afirmou que ele queria estar na frente antes, mas Restoring Hope se ficou lento - "Ele quebrou para um passo devagar - ele é um tipo de cavalo agressivo para andar, ele puxa com muita força - Eu queria ter certeza que eu o coloquei em condições. Eu não queria desistir, mas então o o cavalo começa a ficar agressivo atrás dos outros cavalos. Teria sido ainda pior se ele estivesse em alguma outra posição." Gary West, proprietário do Restoring Hope, disse ao New York Post que ele não tinha conhecimento de nenhum plano de ter o potro perto do cavalo Justify - "Talvez o cavalo estivesse completamente fora de controle e Florent não tivesse escolha. Eu nunca vou saber." Os comissários do Belmont Park falaram com Geroux sobre sua corrida na quinta-feira seguinte à corrida. Geroux disse que sentia que os administradores estavam apenas conversando com ele por causa da atenção da mídia. "Eu não incomodei ninguém, não prejudiquei ninguém. Se houvesse alguma coisa, acho que eles teriam me contatado imediatamente para revisar a corrida", disse ele.

### Lesão e aposentadoria
Após o Belmont, Justify foi devolvido a Churchill Downs, onde ele desfilou diante de uma grande multidão no dia 16 de junho. Ele foi enviado de volta para Santa Anita, onde desfilou em 23 de junho. Baffert manteve Justify em um treinamento moderado para dar tempo ao potro para se recuperar da cansativa campanha da Tríplice Coroa. No início de julho, Baffert notou um leve inchaço no tornozelo da perna da frente esquerda de Justify. O inchaço diminuiu, mas reapareceu alguns dias depois, então Baffert decidiu enviar o potro para uma avaliação detalhada. Justify foi oficialmente aposentado das corridas em 25 de julho de 2018.

## Estatísticas
| Data      | Idade | Distância     | Corrida                     | Local           | Larg. | Cheg. | Tempo   | Margem       | Jockey           | Trainador   | Ref    |
| --------- | ----- | ------------- | --------------------------- | --------------- | ----- | ----- | ------- | ------------ | ---------------- | ----------- | ------ |
| 18/2/2018 | 3     | 7 furlongs    | Maiden Special Weight       | Santa Anita     | 5     | 1     | 1:21.86 | 9+1⁄2 corpos | Drayden Van Dyke | Bob Baffert | [ 36 ] |
| 11/3/2018 | 3     | 1 milha       | Allowance Optional Claiming | Santa Anita     | 5     | 1     | 1:35.73 | 6+1⁄2 corpos | Mike Smith       | Bob Baffert | [ 37 ] |
| 7/4/2018  | 3     | 1+1⁄8 milhas  | Santa Anita Derby           | Santa Anita     | 7     | 1     | 1:49.72 | 3 corpos     | Mike Smith       | Bob Baffert | [ 38 ] |
| 5/5/2018  | 3     | 1+1⁄4 milhas  | Kentucky Derby              | Churchill Downs | 20    | 1     | 2:04.20 | 2+1⁄2 corpos | Mike Smith       | Bob Baffert | [ 39 ] |
| 19/5/2018 | 3     | 1+3⁄16 milhas | Preakness Stakes            | Pimlico         | 8     | 1     | 1:55.93 | 1⁄2 corpos   | Mike Smith       | Bob Baffert | [ 25 ] |
| 9/6/2018  | 3     | 1+1⁄2 milhas  | Belmont Stakes              | Belmont Park    | 10    | 1     | 2:28.18 | 1+3⁄4 corpos | Mike Smith       | Bob Baffert | [ 28 ] |

## Pedigree
O pedigree de Justify inclui vários vencedores da Triple Crown. Ele é um descendente de quinta geração de Seattle, através da AP Indy; uma sexta geração descendente de Secretariat através de Storm Cat e AP Indy; descendente de Count Fleet através de Mr. Prospector e Primal Force, e tem múltiplas ligações com War Admiral através de Personable Lady e AP Indy. Ele também tem ligações com o vencedor da Triple Crown da Inglaterra, Nijinsky. Seu pedigree contém vários cruzamentos com alguns dos maiores cavalos do século XX, incluindo o Northern Dancer, o 'Native Dancer, o Nearco e o Man o' War.
| Pai Scat Daddy (EUA) 2004  | Johannesburg (EUA) 1999     | Hennessy       | Storm Cat       |
| Pai Scat Daddy (EUA) 2004  | Johannesburg (EUA) 1999     | Hennessy       | Island Kitty    |
| Pai Scat Daddy (EUA) 2004  | Johannesburg (EUA) 1999     | Myth           | Ogygian         |
| Pai Scat Daddy (EUA) 2004  | Johannesburg (EUA) 1999     | Myth           | Yarn            |
| Pai Scat Daddy (EUA) 2004  | Love Style (EUA) 1999       | Mr. Prospector | Raise a Native  |
| Pai Scat Daddy (EUA) 2004  | Love Style (EUA) 1999       | Mr. Prospector | Gold Digger     |
| Pai Scat Daddy (EUA) 2004  | Love Style (EUA) 1999       | Likeable Style | Nijinsky        |
| Pai Scat Daddy (EUA) 2004  | Love Style (EUA) 1999       | Likeable Style | Personable Lady |
| Mãe Stage Magic (EUA) 2007 | Ghostzapper (EUA) 2000      | Awesome Again  | Deputy Minister |
| Mãe Stage Magic (EUA) 2007 | Ghostzapper (EUA) 2000      | Awesome Again  | Primal Force    |
| Mãe Stage Magic (EUA) 2007 | Ghostzapper (EUA) 2000      | Baby Zip       | Relaunch        |
| Mãe Stage Magic (EUA) 2007 | Ghostzapper (EUA) 2000      | Baby Zip       | Thirty Zip      |
| Mãe Stage Magic (EUA) 2007 | Magical Illusion (EUA) 2001 | Pulpit         | A.P. Indy       |
| Mãe Stage Magic (EUA) 2007 | Magical Illusion (EUA) 2001 | Pulpit         | Preach          |
| Mãe Stage Magic (EUA) 2007 | Magical Illusion (EUA) 2001 | Voodoo Lily    | Baldski         |
| Mãe Stage Magic (EUA) 2007 | Magical Illusion (EUA) 2001 | Voodoo Lily    | Cap the Moment  |